# Empereur Huizong des Song
L'empereur Huizong des Song (chinois : 宋徽宗 ; pinyin : Sòng Huīzōng ; 2 novembre 1082 - 4 juin 1135), est le huitième empereur de la dynastie Song en Chine du 8 février 1100 au 18 janvier 1126, ainsi qu'une personnalité importante de l'histoire de l'art chinois.

## Biographie
L'empereur Huizong, de son nom personnel Zhao Ji (chinois simplifié : 赵佶 ; chinois traditionnel : 趙佶 ; pinyin : Zhào Jí), était le onzième fils de l'empereur Shenzong. Cela signifiait, pour ce jeune homme, qu'il n'avait pratiquement aucune chance de devenir empereur et qu'il était libre de se consacrer aux vraies passions de sa vie, les arts et le taoïsme. Mais Zhao Ji hérita du trône contre toute attente, à l'âge de dix-huit ans. Sa vie est un roman, écrit par le romancier et sinologue Patrick Carré.
Huizong fut entre autres, sur le plan artistique, un grand peintre de fleurs et d'oiseaux. Mais en 1125 les Jürchen envahirent la Chine du Nord. La capitale Bianjing, aujourd'hui Kaifeng, fut prise - malgré la résistance héroïque des administrateurs qui se sacrifièrent - et l'empereur fut emmené en captivité. Il y est mort, en Mandchourie, en 1135 ou 1137.

## Œuvre
L'orientation artistique de Huizong aurait, semble-t-il, été déterminée par son éducation.
Son père, l'empereur Shenzong, était lui-même l'exemple du mécène généreux et élogieux. Il avait choisi pour beau-fils deux peintres, Li Wei et Wang, qui initièrent Huizong à l'art. Sous son mandat de très grands peintres ont marqué leur siècle.  En particulier il est probable que  Huizong ait pu admirer le peintures relevant de la culture du shanshui et en particulier l'immense "Début de printemps" de Guo Xi , datée 1072. Ou bien le "Voyageurs entre monts et torrents" de Fan Kuan , tous deux monumentaux et simplement peints à l'encre dans une très grande richesse d'effets de pinceau. Mais il aura donné, sous son règne, plus d'importance à des œuvres plus intimes comme "Double bonheur" de Cui Bo, peint sous le règne précédent et dont il s'inspire pour ses propres compositions. Non seulement les sujets sont, avec lui, plus intimes (oiseaux et fleurs) mais les formats se font aussi plus réduits. Les rouleaux portatifs se couvrent de paysages aux belles couleurs dans des nuances de bleu, remettant au goût du jour une tradition oubliée depuis les Tang : Wang Ximen "Mille lis de rivières et montagnes". Huizong se plait a recopier, quasiment à l'identique comme c'est la tradition en Chine, des peintures Tang qu'il apprécie. C'est le cas de "Apprêts de la soie par les dames de la cour", peint à l'origine par Zhang Xuan et datant du VIIIe siècle.
Jusqu'à Huizong, les peintres nommés à la cour ont constitué une vague académie. L'empereur décida de la structurer  et d'élever la peinture au niveau de la calligraphie et de la poésie. Il personnifia cet idéal en tant que peintre, calligraphe et poète accomplis, avec d'autres membres de la famille impériale. Il a exigé des dignitaires des aptitudes de calligraphe et de peintre. le portrait de Huizong est classé comme ‘‘xiang’’. C’est une image représentant un homme dans sa réalité sociale, morale et globale. Ici l'empereur pose dans une tenue de haut fonctionnaire: le chapeau en gaze de soie noire empesée et les ailettes latérales très longues, une robe rouge d'apparat qui ne laisse percevoir que l'extrémité des chaussures. Il a une attitude retenue, simplicité, sérieux attentionné. En effet la bande noire oblique, unique élément du "décor", qui suit et amplifie l'axe des yeux et des oreilles, souligne l'attention du personnage et le relie à tout événement d'ordre sensible dans une atmosphère de simple tranquillité et d'équilibre. Dans ce costume, en quelque sorte, de chef de l'administration, il porte l'image exemplaire de la très haute valeur sociale que les Song ont su donner à l'administration des lettrés, bien mieux que n'avaient pu ou voulu le faire les Han et les Tang.
Huizong a exigé trois choses de la peinture chinoise : d'abord le réalisme, notamment dans le rendu des petits oiseaux, des fleurs et des roches ; ensuite sur une connaissance parfaite de la peinture passée. Sa propre collection de peinture et de calligraphie était la plus grande jamais constituée, et son catalogue, le Xuan, est un document important qui retrace pour la première fois l'histoire de la peinture ; enfin l'accomplissement « d'une idée poétique », ou shiyi, dans la peinture.
Ses peintures ont été appréciées pour leurs qualités imaginatives et poétiques, leur raffinement aussi tandis que sa calligraphie est tendue : « de métal émacié à cause de son aspect d'os et de tendon sans chair ». Huizong a apparemment repris des Tang le fait d’associer la peinture figurative, la poésie et la calligraphie selon une composition simple. Cette combinaison, connue sous le nom des trois Perfections, les ‘’sanjue’’,  connaîtra une longue postérité et sera un canon de la peinture chinoise.
Il a su aussi, dans son admiration pour la céramique chinoise, soutenir le renouveau et l'excellence jamais égalée des céladons jun, finement craquelés sur un grès fin et léger, à glaçure bleu ciel ou lavande, restés célèbres pour les taches violacées qui les distinguent, parfois, d'un pinceau rapide et vif.

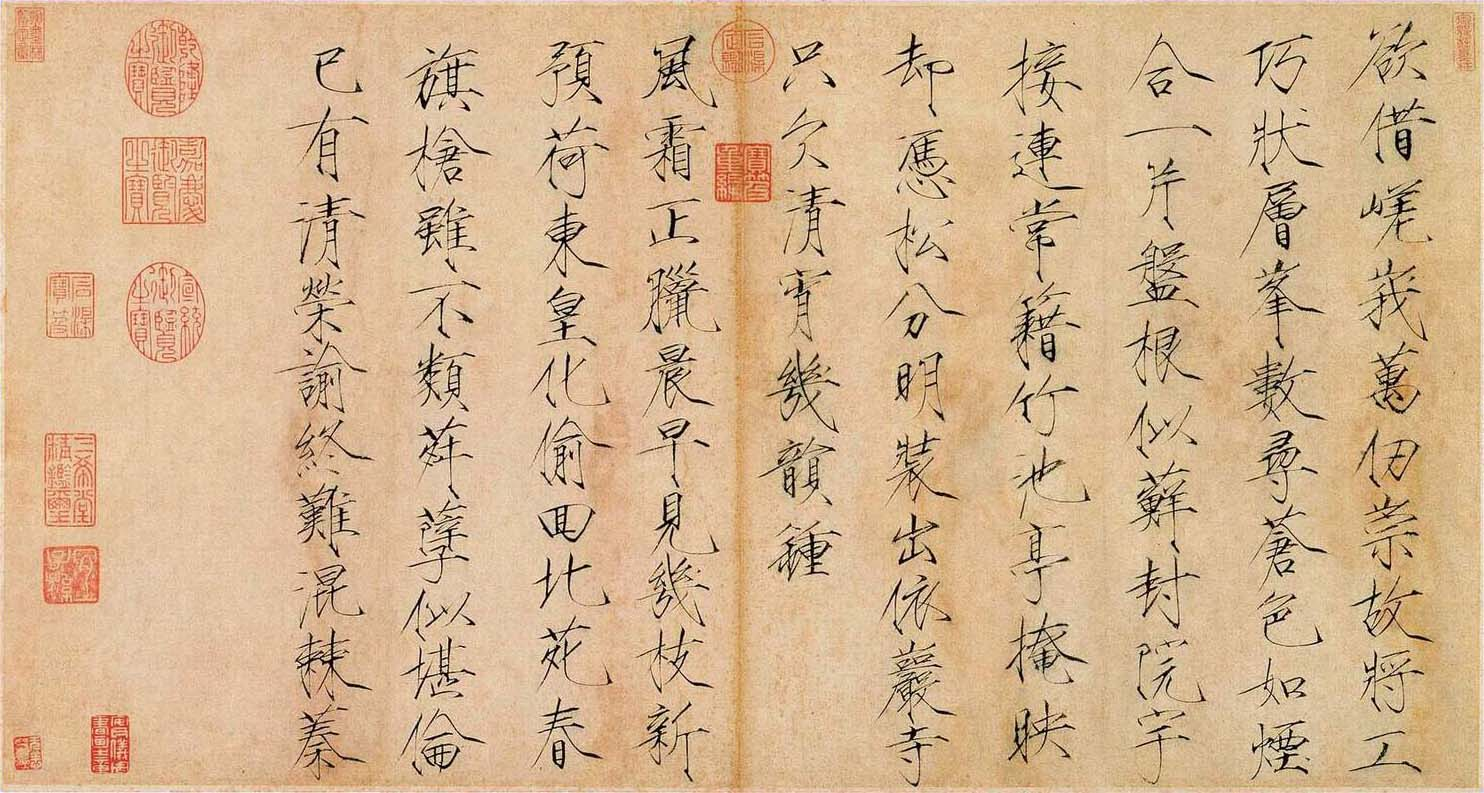
Poème calligraphié. Empereur Huizong.
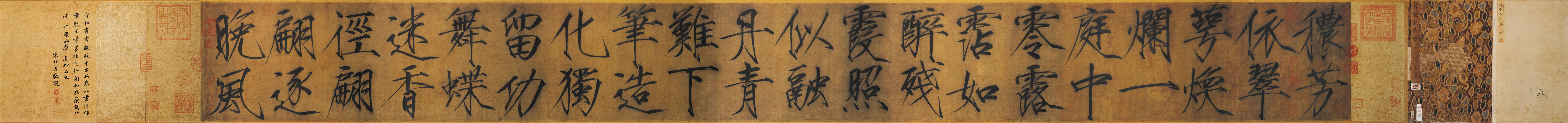
Poème calligraphié. Empereur Huizong.
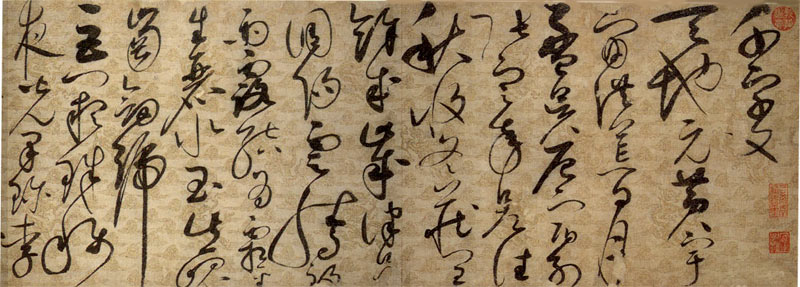
Calligraphie du Classique des Mille Caractères en "écriture d'herbe". Empereur Huizong.
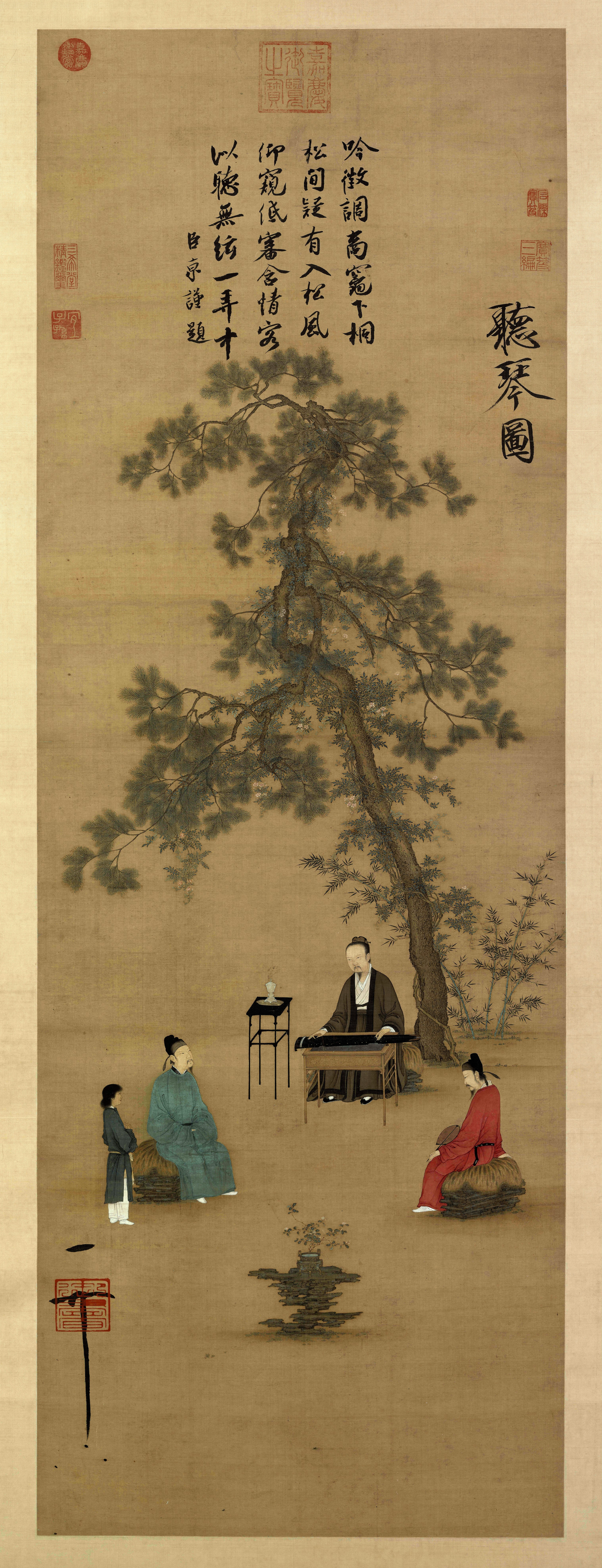
En écoutant le qin, Empereur Huizong. Encre et couleurs sur soie
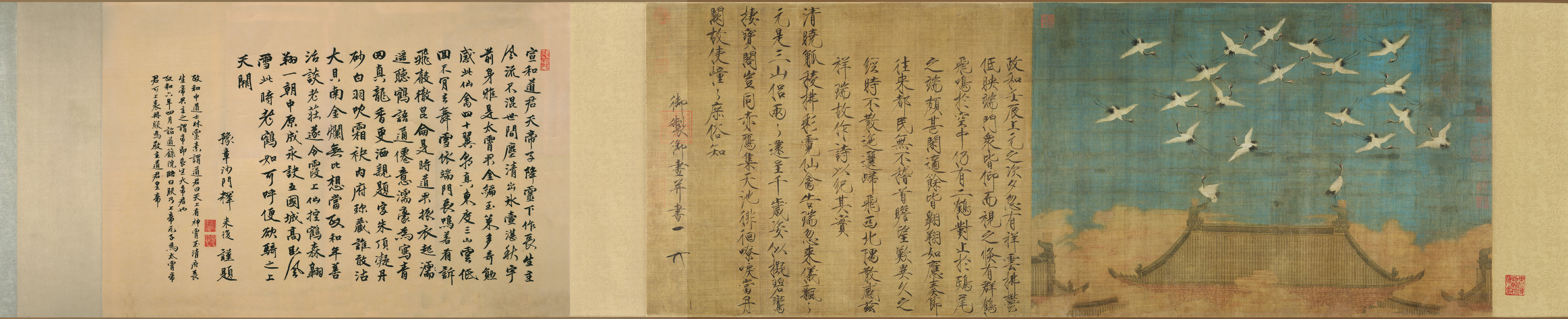
Grues de bon augure, 1112, Empereur Huizong. Encre et couleurs sur soie
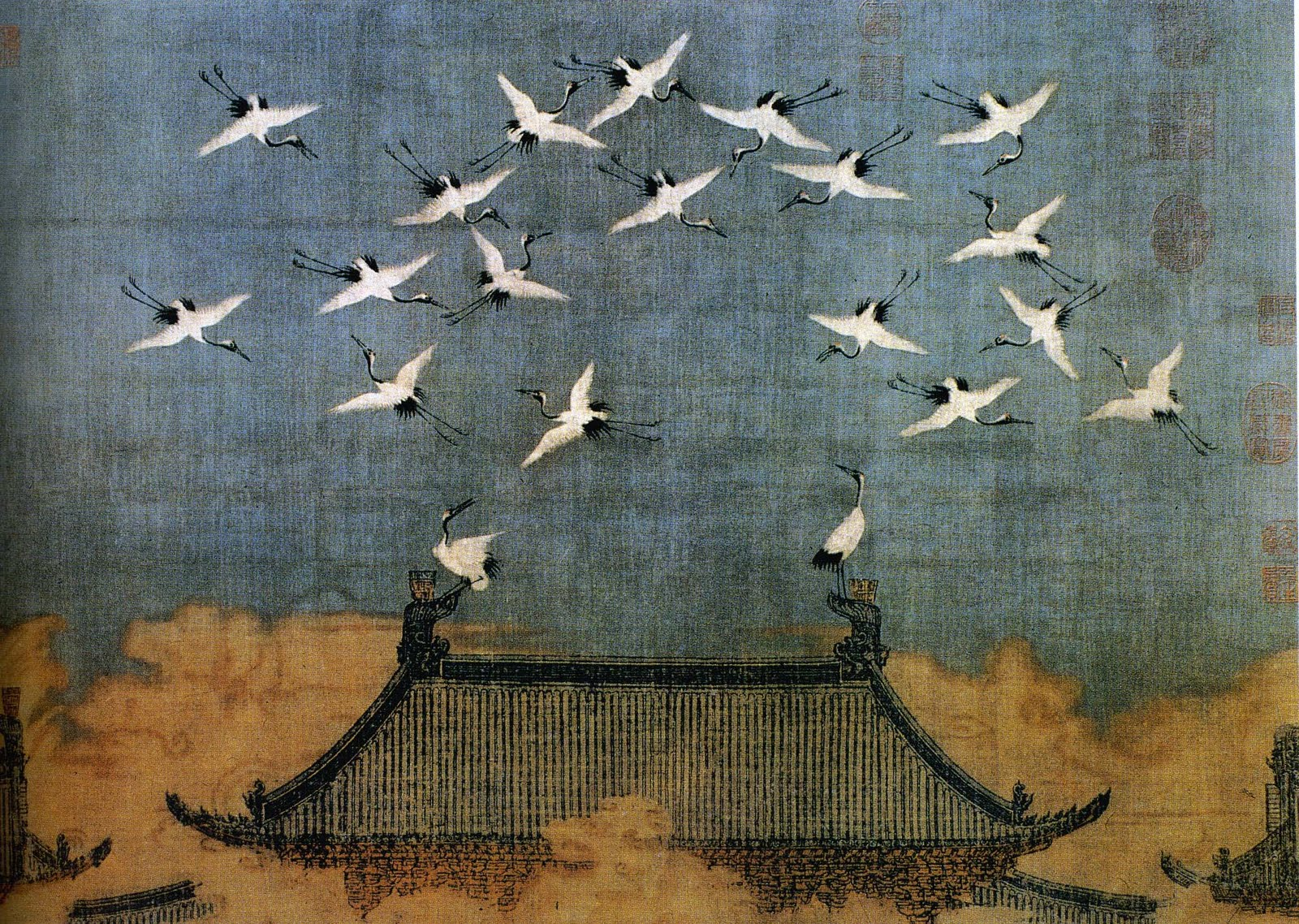
Grues de bon augure au-dessus du palais, détail du précédent. 1112, Empereur Huizong. Encre et couleurs sur soie
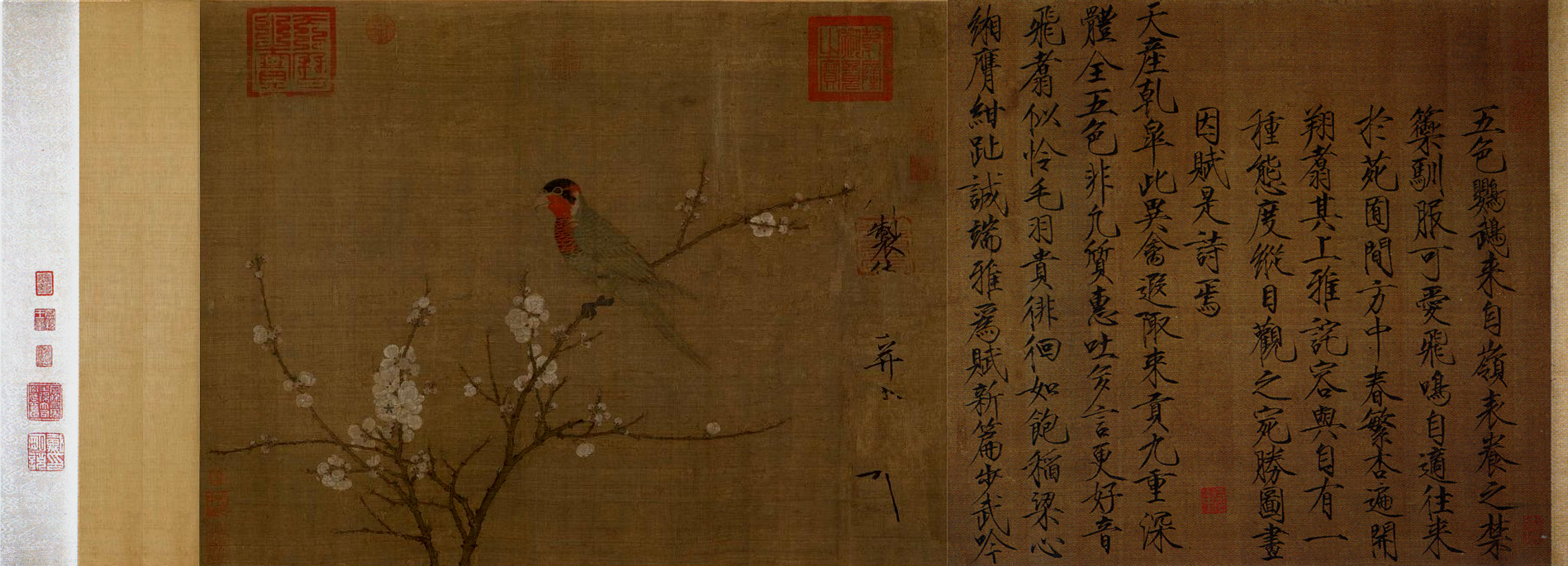
Perruche sur une branche d'abricotier en fleurs, encre et couleurs sur soie, 53,3x125,1cm.Empereur Huizong. Museum of Fine Arts, Boston
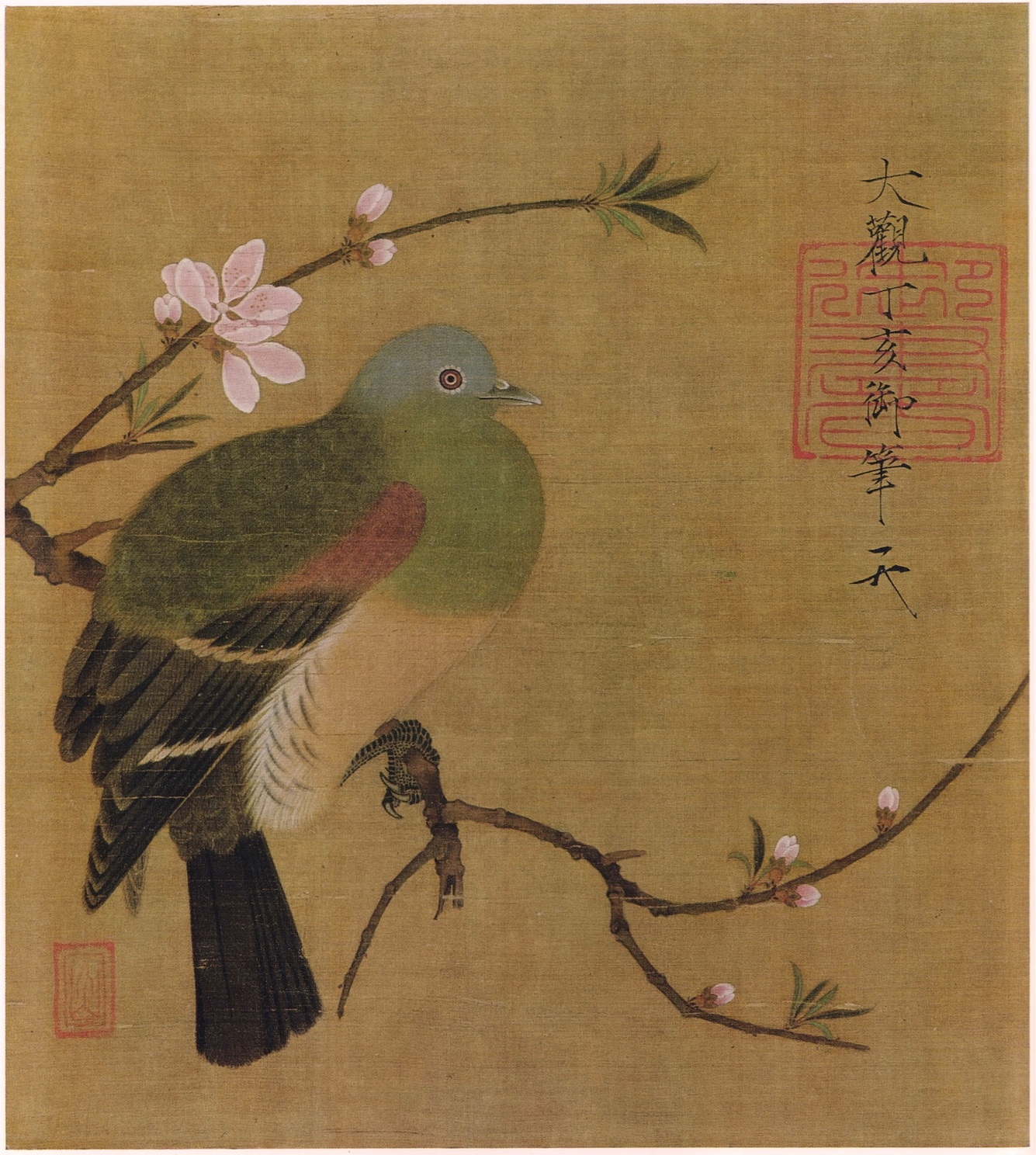
Pigeon sur un pêcher, encre et couleurs sur soie, 1107 ou 1108. Empereur Huizong
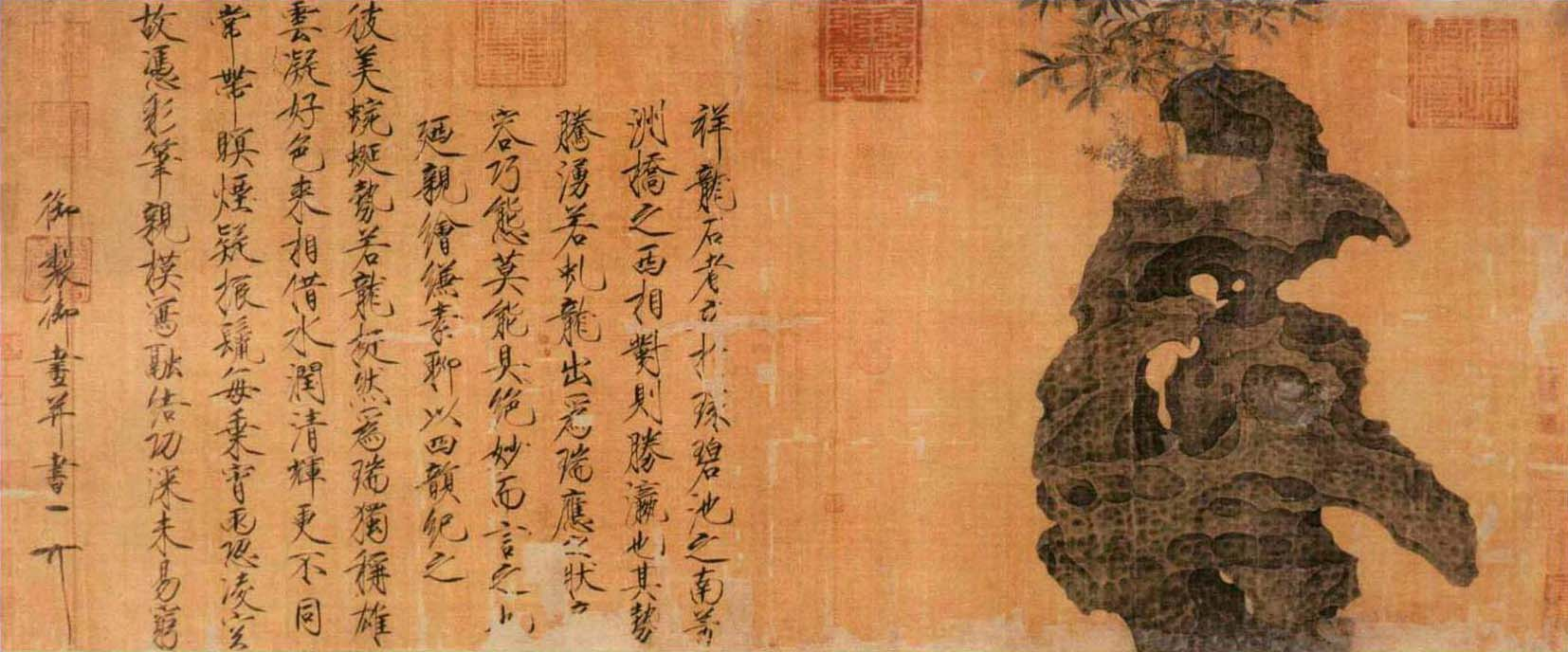
Rocher-dragon, Empereur Huizong. Encre et couleurs sur soie
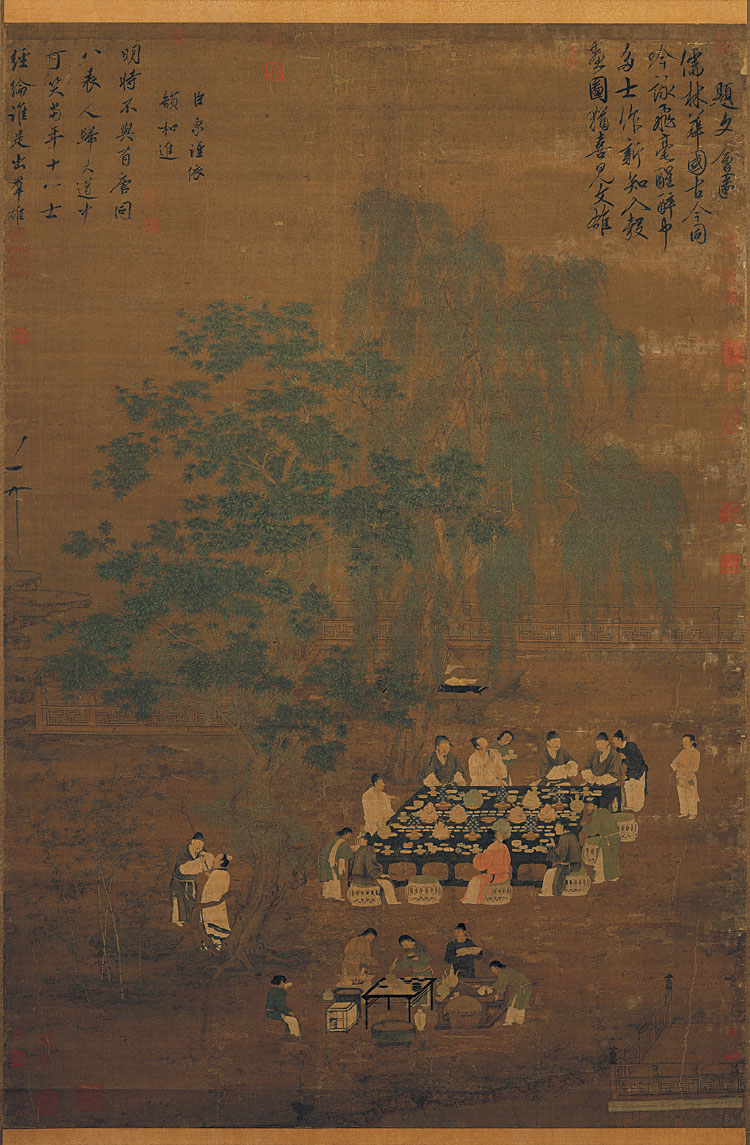
Réunion littéraire sous les arbres. Encre et couleurs sur soie. 184.4x129.3 cm. National Palace Museum. Taipei
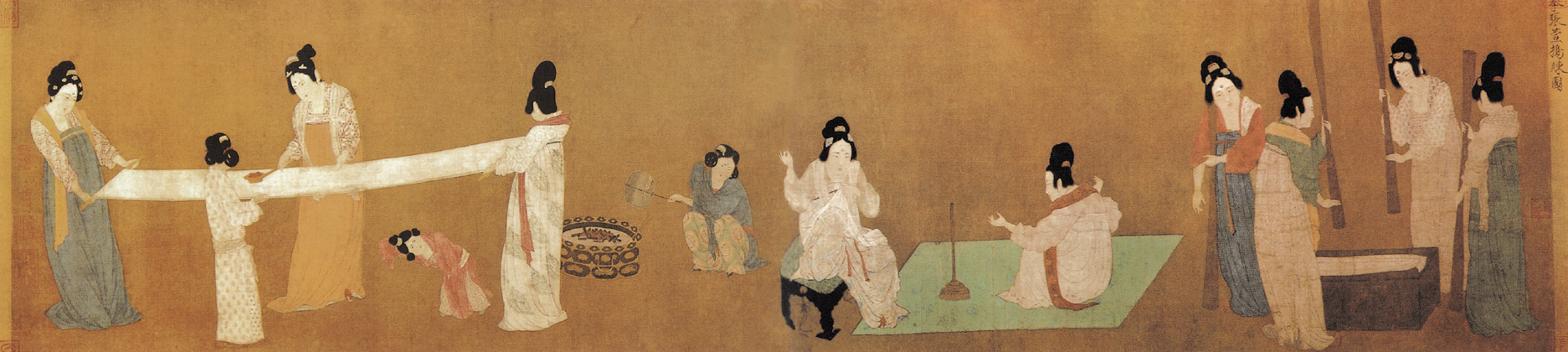
Femmes de la cour en train de préparer la soie. Copie de l'empereur Huizong d'après un original Tang attribué à Zhang Xuan. Museum of Fine Arts, Boston
Ensemble de Femmes de la cour en train de préparer la soie Copie et calligraphies de l'empereur Huizong.
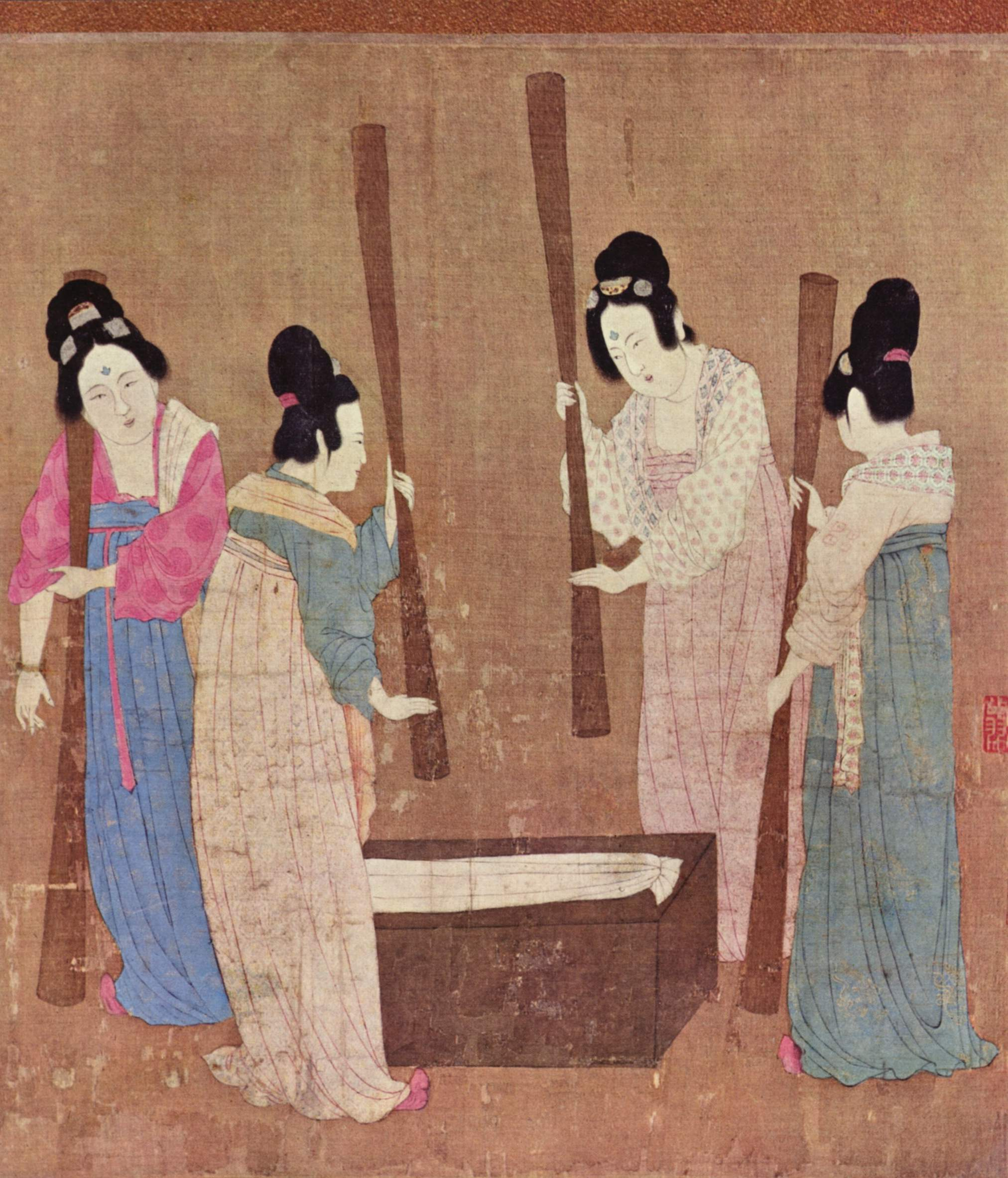
Femmes de la cour en train de préparer la soie. Détail de la copie de l'empereur Huizong.
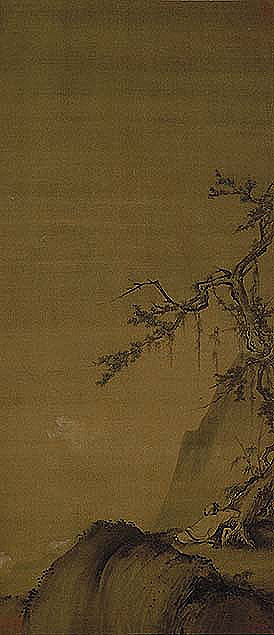
Paysage automnal, diptyque des "Paysages d'automne et d'hiver". Encre sur soie. 128.2 cm × 55.2 cm. Konchi-in, Kyoto.
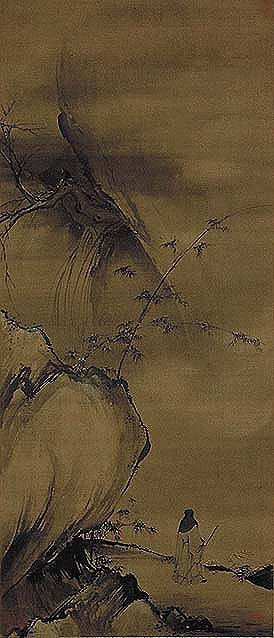
Paysage hivernal diptyque des "Paysages d'automne et d'hiver". Encre sur soie. 128.2 cm × 55.2 cm. Konchi-in, Kyoto.